# Muskelkater
Als Muskelkater (wohl volksetymologische Eindeutschung von Katarrh) bezeichnet man einen Schmerz, der nach körperlicher Anstrengung, besonders bei hohen Belastungen der Muskelpartien, auftritt. Meistens macht sich dieser erst Stunden nach der jeweiligen Tätigkeit bemerkbar.

## Ursachen

Schematischer Aufbau eines Muskels

Die Ursachen des Muskelkaters sind noch nicht abschließend geklärt. 
Heute nimmt man an, dass – wie Beobachtungen zeigen – durch Überlastung kleine Risse (Mikrotraumata) in den Z-Scheiben im Muskelgewebe auftreten. Diese sind gewissermaßen die äußeren Abgrenzungen kleiner Abschnitte innerhalb der Muskelfibrille. Die Entzündungen, die durch die Risse entstehen, führen durch Eindringen von Wasser (es bilden sich Ödeme) zum Anschwellen des Muskels.
Ein sofortiger Schmerz stellt sich nicht ein, da sich innerhalb der Muskelfaser keine Schmerzrezeptoren befinden. Nach etwa 12 bis 24 Stunden beginnt der Körper jedoch, die durch die Mikrotraumata gebildeten Entzündungsstoffe auszuspülen, wodurch sie in Kontakt mit den außerhalb liegenden Nervenzellen kommen.
Die Risse entstehen beim Bremsen von Bewegungen (exzentrische Kontraktion, zum Beispiel beim Bergabgehen oder Abfedern eines Sprungs) deutlich schneller als beim Beschleunigen (Bergaufgehen).
Früher wurde eine Übersäuerung des Muskels durch Milchsäure (Laktate) angenommen. Diese Hypothese ist jedoch durch folgende Fakten widerlegt worden:
- Nach der Laktathypothese müsste ein Muskelkater besonders durch sportliche Betätigungen entstehen, bei denen sehr hohe Laktatwerte gemessen werden, wie zum Beispiel beim 400-Meter-Lauf. Die Praxis zeigt jedoch, dass er häufiger nach Krafttraining auftritt, bei dem im Verhältnis weniger Laktat gebildet wird.
- Laktat hat eine Halbwertszeit von etwa 20 Minuten. Ein Muskelkater tritt aber erst Stunden später auf, nachdem sich der Laktatspiegel längst normalisiert hat.

## Vorbeugung und Behandlung
Laut einer australischen Veröffentlichung verringern Dehnungsübungen vor oder nach dem Training einen Muskelkater nur in vernachlässigbar geringem Umfang. Ein gründliches Aufwärmen der Muskulatur vor der sportlichen Belastung erhöht jedoch die muskuläre Leistungsfähigkeit und verringert damit das Risiko der Überbeanspruchung. 
Die Symptome lindern sich in der Regel innerhalb von vier Tagen. Dennoch ist angeraten, die betroffenen Muskelpartien etwa zehn Tage lang zu schonen und zunächst nur leicht zu belasten, um abzuwarten, bis die Heilung vollständig abgeschlossen ist. Eine wirksame medikamentöse Behandlung ist nicht bekannt.
Gute Behandlungserfolge erzielt man mit sanften Massagen mit flächigen Ausstreichungen. Diese führen zu einer verstärkten Durchblutung. Auf kräftige Massagen sollte man dagegen verzichten, denn diese tragen nicht zur Heilung bei, sondern verzögern sie, da sie eine zusätzliche mechanische Irritation der Muskulatur darstellen. Wärmebehandlungen, wie z. B. die Naturfango-Anwendung, aber auch warme Bäder und Saunagänge (vor allem direkt nach der Belastung) lindern den Schmerz und tragen zu einer schnelleren Genesung bei. Die Wärme wird dabei genutzt, um die Durchblutung zu steigern. Dadurch werden die beschädigten Muskelfasern besser mit Mineralstoffen und Spurenelementen versorgt. Dies kann die Heilung beschleunigen. Auch sind vorbeugend und nach Belastung größere Mengen an eiweißhaltiger Nahrung gegen Muskelkater empfehlenswert. Diese erfahrungsgestützten Ergebnisse sind inzwischen durch entsprechende Forschung untermauert worden, wobei verzweigtkettige Aminosäuren die beste Wirkung haben.